# Jan Georg Iversen
Jan Georg Iversen (* 2. März 1956 in Oslo) ist ein ehemaliger norwegischer Radrennfahrer und nationaler Meister im Radsport.

## Sportliche Laufbahn
Iversen war im Straßenradsport und im Bahnradsport aktiv. Er war Teilnehmer der Olympischen Sommerspiele 1976 in Montreal. In der Einerverfolgung kam er auf den 7. Platz.
1976 siegte er in der nationalen Meisterschaft in der Einerverfolgung. 1978 gewann er die nationale Meisterschaft in der Mannschaftsverfolgung gemeinsam mit Jon Rangfred Hansen, Harald Tiedemand Hansen und Asgeir Skarholt und gewann den Titel in der Einerverfolgung erneut. 1979, 1980 und 1981 verteidigte er diesen Titel. 1980 holte er mit Dag Arve Selander, Robert Langvik und Rolf-Morgan Hansen die Meisterschaft in der Mannschaftsverfolgung. 1976 wurde er Dritter im Zeitfahren.
Auf der Straße gewann er 1980 die norwegische Meisterschaft im Mannschaftszeitfahren mit Dag Selander, Robert Langvik und Rolf Morgan Hansen. In der Tyrifjorden Rundt war Iversen 1977 erfolgreich. Er startete für den Verein „Grenland Cykleklubb“.